# أورسولا غوديناف
أورسولا غوديناف (بالإنجليزية: Ursula Goodenough) هي أحيائية أمريكية، ولدت في 16 مارس 1943 في نيويورك في الولايات المتحدة.